# (69274) 1989 UZ1
1989 يو زد 1 (ويعرف أيضًا باسم (69274) 1989 يو زد 1 وفق تسمية الكوكب الصغير) (بالإنجليزية: 1989 UZ1)‏ هو كويكب ضمن حزام الكويكبات؛ وترتيبه 69274 من حيث الاكتشاف.
اكتُشف هذا الجُرم الفلكي بواسطة Yoshiaki Oshima ‏ في 29 أكتوبر 1989.

## وصلات خارجية
- (69274) 1989 UZ1 في قاعدة بيانات مختبر الدفع النفاث لأجرام النظام الشمسي الصغيرة

- الاكتشاف · مخطط المدار ·  العناصر المدارية · المعلمات المادية

- (69274) 1989 UZ1 على موقع ويكي سكاي: DSS2, SDSS, GALEX, IRAS, Hydrogen α, X-Ray, Astrophoto, Sky Map, Articles and images